# Pływanie synchroniczne na Igrzyskach Ameryki Południowej 2018
Pływanie synchroniczne na Igrzyskach Ameryki Południowej 2018 odbywały się w dniach 3–6 czerwca 2018 roku w Centro Acuático G.A.M.C. w Cochabamba w dwóch konkurencjach.

## Podsumowanie

### Klasyfikacja medalowa
| Klasyfikacja medalowa | Klasyfikacja medalowa | Klasyfikacja medalowa | Klasyfikacja medalowa | Klasyfikacja medalowa | Klasyfikacja medalowa |
| --------------------- | --------------------- | --------------------- | --------------------- | --------------------- | --------------------- |
| Miejsce               | Reprezentacja         | Złoto                 | Srebro                | Brąz                  | Razem                 |
| 1                     | Kolumbia              | 2                     | 0                     | 0                     | 2                     |
| 2                     | Brazylia              | 0                     | 1                     | 0                     | 1                     |
| =                     | Chile                 | 0                     | 1                     | 0                     | 1                     |
| 4                     | Argentyna             | 0                     | 0                     | 2                     | 2                     |

### Medaliści
| Konkurencja | 1. miejsce | 2. miejsce | 3. miejsce |
| ----------- | --- | --- | --- |
| Duety       | Kolumbia · Estefanía Álvarez · Mónica Arango | Brazylia · Luisa Borges · Maria Clara Lobo | Argentyna · Camila Arregui · Trinidad López |
| Drużyny     | Kolumbia · Estefanía Álvarez · Ingrid Cubillos · Jennifer Cerquera · Jhoselyne Taborda · Juliana Jaramillo · Kerly Barrera · Mónica Arango · Sarah Rodríguez · Valentina Orozco | Chile · Antonia Massoni · Beatriz Osorio · Bianca Consigliere · Catalina Fleckenstein · Gloria Carrasco · Isidora Letelier · Kelley Kobler · Natalie Lubascher · Rafaella Signorelli | Argentyna · Brunela Neri · Camila Arregui · Candela Rapelli · Chiara Neri · Constanza Re · Lucía Marelli · Luisina Caussi · Trinidad López · Valentina Marelli |